# Pedofili
Pedofili (av grekiska pais, genitiv paidos, "barn" och philia, "kärlek", "vänskap") är en vuxen människas sexuella dragning till barn. När attraktionen riktas mot barn eller ungdomar i eller efter pubertetsåldern, snarare än yngre barn, särskiljs dragningen ofta som hebefili eller efebofili. I snäv och medicinsk bemärkelse syftar dragningen till förpubertala barn. 
Pedofili är en psykiatrisk diagnos, oavsett om personen ger vika för dragningen eller inte. Olika länders lagstiftningar kriminaliserar sexuella handlingar mot barn med olika lagar och beroende på brottets art. Brott relaterade till pedofili inkluderar barnpornografibrott, våldtäkt mot barn, sexuellt utnyttjande av barn och utnyttjande av barn för sexuell posering.  

## Begreppshistoria
Ordet pedofili lär ha myntats av psykiatern Richard von Krafft-Ebing i dennes Psychopathia Sexualis (1886). Sexuella aktiviteter med barn var då redan kriminaliserade, men von Krafft-Ebing försökte utreda nosologierna bakom dessa handlingar. von Krafft-Ebing skilde mellan icke-psykopatologiska brott och psykopatologiska. Till den förra gruppen förde han debauchées (personer som redan testat alla andra former av sex med kvinnor och som njöt av barnens förnedring), unga män som var rädda för sin egen manlighet eller för kvinnor och därför sökte sig till barn (och som av rädsla var impotenta med vuxna kvinnor), samt tjänstekvinnor och kvinnliga anhöriga som använde barnen sexuellt. Denna grupp, menade von Krafft-Ebing, kunde använda barnen för sexuella ändamål (till exempel genom att låta barnen masturbera åt dem) på grund av allmän moralisk avflackning.
Med psykopatologiska övergrepp avsåg von Krafft-Ebing dels dem som hade sex med barn till följd av annan psykisk störning, dels pedofili. Psykopatologiskt belastade personer som sökte sig till barn för sex, men som von Krafft-Ebing inte ansåg vara pedofiler, var till exempel alkoholister, senildementa personer, epileptiker, hjärnskadade personer och personer med psykoser. 
Det var inte sällan som dessa personer våldtog barn, menade von Krafft-Ebing, i synnerhet under inflytande av alkohol och i form av pederasti. Med pedofili (pædophilia erotica) avsåg von Krafft-Ebing uteslutande "en morbid disposition, en psykosexuell perversion" där det sexuella intresset primärt var riktat mot barn, utan att det var fråga om en moral som avflackats eller att hjärnan skadats. 
Som exempel på sådana pedofiler hade han träffat en person som kommit i puberteten vid 24 års ålder och som ejakulerade vid blotta åsynen av små flickor. Dessa pedofiler kännetecknades av att de hade en allvarlig ärftlig belastning, att de primärt var sexuellt intresserade av barn, samt att handlingarna var förhållandevis oskyldiga (masturbation var vanligt, det vill säga att låta någon onanera åt sig, medan våldtäkt i traditionell bemärkelse inte förekom). Med denna störning räknade von Krafft-Ebing endast dragningen till barn under 14 år.
Pedofili kunde vara periodisk och kunde i vissa fall uteslutande rikta sig mot personer av det egna könet, menade von Krafft-Ebing. I fall där det rörde sig om pojkar i puberteten var det inte fråga om pedofili, menade han vidare, utan om pederasti (pederaster var enligt honom av en annan sort än pedofiler). I fråga om pedofili var det ofta fråga om ett tillstånd som von Krafft-Ebing ansåg påminde om fetischism. Han räknade också pseudopedofili som ett särskilt tillstånd, ett som kunde påträffas hos personer som förlorat sitt libido efter att de onanerat för mycket och vilka därför sökte sig till barn.

## Klassificering
David Finkelhor (1986) tog upp meningsskiljaktigheterna om hur pedofili ska definieras och anser att det finns två sätt att definiera pedofili. Det första, den inklusiva definitionen, klassar alla sexuella beteenden och intressen riktade mot barn som pedofili, oavsett beteendets varaktighet. Den exklusiva definitionen reflekteras i DSM-IV, där en ihållande och stark dragning till förpubertala barn krävs.
I DSM-IV-TR finns tre kriterier för pedofili. En person är en pedofil om… 
- personen under minst sex månader har återkommande kraftigt sexuellt upphetsande fantasier, drifter eller beteenden, rörande ett eller flera förpubertala barn (i allmänhet barn som är 13 år eller yngre),
- personen har levt ut dessa drifter, eller de sexuella drifterna eller fantasierna har märkbart plågat personen eller har gett honom eller henne sociala svårigheter samt
- personen är minst 16 år gammal och minst fem år äldre än det eller de barn som åsyftas i det första kriteriet.

Detta ska enligt DSM-IV-TR förstås som att pedofili innebär att en vuxen människa attraheras av – eller har sexuell aktivitet med – barn som inte kommit in i puberteten. En person som själv är adolescent anses vara pedofil om barnet han eller hon attraheras av eller utnyttjar intimt, är minst fem år yngre än personen själv. Jämnåriga ungdomar som attraheras av, eller har intimt umgänge med, varandra är sålunda inte pedofiler. En ungdom på till exempel 15 år som har varaktigt sexuellt umgänge med en 13-åring räknas inte som pedofil. En 16-åring som har sexuellt umgänge med en förpubertal 11-åring kan dock klassificeras som pedofil, enligt DSM-IV-TR.
Av barnrättsorganisationen ECPAT (tidigare End Child Prostitution, Child Pornography and Trafficking in Children for Sexual Purposes) definieras pedofili som en sexuell störning som bland annat innefattar varaktigt sexuellt intresse för barn. Dock gör de skillnad på pedofil och förövare; den förstnämnda behöver inte alltid agera ut sina fantasier och impulser medan den sistnämnda faktiskt begår sexuella övergrepp mot barn.
Då attraktionen riktas mot tonåringar (ungdomar i eller efter pubertetsåldern), snarare än yngre barn, särskiljs detta ibland som hebefili eller efebofili.

## Störning och behandling
Inom modern psykiatri skiljs ibland på pedofili som störning och pedofili som icke-störning; på engelska betecknade med begreppen pedophilic disorder respektive pedophilia. Pedofili klassas numera inte som en störning i sig själv, men personer kan diagnostiseras med den psykiatriska diagnosen pedofili. Den aktuella psykiatriska definitionen av pedofili kräver inte att personen som får diagnosen har agerat efter sin böjelse. Det räcker med att de sexuella impulserna eller fantasierna leder till påtagligt lidande eller mellanmänskliga svårigheter.
Kritiker har argumenterat för att ta bort pedofili som en psykiatrisk diagnos, då det saknas vetenskapligt stöd för dess inklusion. Pedofili är enligt David Finkelhor och Sharon Araji inte ovanlig bland personer som begår övergrepp mot barn, men enligt en studie med 146 män som studieobjekt, där samtliga män hade begått sexuella övergrepp mot barn, förekom pedofili endast hos 16,2 procent av männen. De flesta hade andra problem – exempelvis alkoholmissbruk, personlighetsstörningar eller aggressivitetsproblem – som kan förklara övergreppen.
Behandlingen av pedofila tändningsmönster försvåras ofta av den låga acceptansen för störningen i kulturen. Studier från senare år har visat att allmänheten (i bland annat USA) har mycket negativa föreställningar om sådana personer, oavsett om de utför brottsliga handlingar eller ej, och ofta beskrivs de som personer som inte förtjänar någon hjälp. Detta starka kulturella stigma framhålls som en huvudorsak till att personer med pedofila tändningsmönster sällan söker vård för att om möjligt kunna rikta om och hantera tändningsmönstren, så att risken för övergrepp mot barn minskar. Stigmat är även spritt inom vårdsystemet, och i en tysk studie från 2010 angavs att 95 procent av tillfrågade psykoterapeuter skulle vägra arbeta med personer som diagnosticerats med pedofili.

## Förekomst och historia
Det är svårt att veta hur många pedofiler det finns, då pedofili på många håll länge varit ett starkt tabubelagt ämne. Läggningen blev formellt erkänd och benämnd först under senare delen av 1800-talet, och pedofiliforskningen tog fart först på 1980-talet. Merparten av de dokumenterade pedofilerna är män, men det finns också kvinnor med läggningen. En del forskare menar även att det verkliga antalet kvinnliga pedofiler underskattats i de undersökningar som gjorts. Enligt Brottsförebyggande rådets pedofiliforskare Peter L. Martens begår de flesta pedofiler aldrig något brott.
Studier baserade på självrapportering visar att antalet pedofiler i normalpopulationen kan vara runt 5 procent. Resultatet stöds även av senare studier som redovisat en andel runt 4–5 procent. Det finns även undersökningar som talar om att en betydligt högre andel någon gång i livet fantiserar om pedofila relationer, liksom en gammal undersökning av mönstrande i USA där 7 procent sa att de skulle ha sex med barn om de inte riskerade påföljd.[källa behövs]
Hos vissa stamfolk är sexuellt umgänge med barn eller ungdomar inte är ovanligt (exempelvis i Nya Guinea, Australien och Afrika[källa behövs]). 

### Antikens Grekland och Rom
I det antika Grekland och Rom förekom pedofila inslag i kulturen, och detta kunde vara vanligt inom aristokratin. I Grekland sågs pederasti – den sexuella relationen mellan en vuxen man och en pojke runt eller efter puberteten – som en påbjuden initiationsrit och port in i vuxenlivet. Den vuxne mannen benämndes där som erastes och den unga pojken som eromenos ("den älskade"). Utöver det sexuella förhållandet fungerade relationen som en mellan en mentor och hans lärling. I det antika Grekland var den samhälleligt sanktionerade pederastin både den vanligaste formen av pedofili och av homosexualitet. Sexuella relationer mellan vuxna män talades det mer diskret runt, utom när det rörde kända personer som Alexander den Store och hans Hefaistion. Annars avråddes från eller förbjöds homosexuella relationer mellan jämnåriga vuxna.
I Romarriket var pederastiliknande relationer mer ovanliga. De kunde tolereras endast om den äldre var en fri medborgare och den yngre en slav eller prostituerad av icke-romerskt ursprung. I Lex Scantinia förbjöds sex med en ung romare som var född fri. Både i Grekland och Rom var åldern hos de yngre pojkarna i pederastiska relationer i regel mellan 12 och 16 år gamla, vilket uteslöt sexuella relationer med förpubertala barn; detta var samma ålder som gällde för flickor som i arrangerade äktenskap kunde giftas bort till äldre män. Äktenskapet fungerade även i det senare fallet som en initiationsrit. Pederastiliknande relationer mellan två kvinnor förekom däremot knappast, och åtminstone har de manliga krönikeskrivarna inga tydliga belägg för en sådan praktik.

### Senare historia och barnäktenskap
Under medeltiden och ända fram till 1800-talets slut förekom barnäktenskap på sina håll i Europa. Åldersgränsen var då ofta satt till runt 10 år.
Ett känt historiskt exempel på ett barnäktenskap är det som ägde rum mellan islams profet Muhammed och Aisha på 600-talet. Muhammed gifte sig med Aisha när hon var sex år gammal, och fullbordade äktenskapet sexuellt tre år senare, när hon var nio år gammal. 
Nio år har därför ofta varit tillåtet som lägsta giftermålsåldern för flickor i muslimska länder. 
I stora delar av världen förekommer fortfarande barnäktenskap, där främst efterpubertala flickor och pojkar blir gifta i arrangerade äktenskap som är tänkta att påskynda familjebildningen och stärka banden inom klanen och mellan släkter. Detta sker ofta i samhällen med dåligt utbyggd skolgång och arbetsvillkor för kvinnor, samhällen där både minderåriga och kvinnor anses behöva mindre makt över sina liv. Sedvänjan är ofta svår att avskaffa, trots att moderna och mer människorättsvänliga lagar införts på många håll. Ett pedofilt intresse är inte heller primärt runt fenomenet barnäktenskap, eftersom äktenskap vid så unga år inte förutsätter sexuell samvaro. Detta till trots kan en sådan sed underlätta sexuellt umgänge med/mellan minderåriga, och allmänhetens åsikter till sedvänjan är åtminstone i europeiska länder ofta starkt negativ.
Senare tiders forskning och lärdomar har pekat på de tydliga riskerna hos maktojämliken runt sexuella/amorösa relationer mellan tonåringar och vuxna. De tydliga riskerna för den mentala hälsan och individens utveckling har även belysts via studier av äldre tiders sedvänjor. Detta negligerar inte det faktum att människor är sexuella varelser från första början men markerar även att barns sexualitet har andra kännetecken och förutsättningar än den hos vuxna.

## Organisationer
Förutom dolda och inofficiella nätverk har det genom åren också funnits ett mindre antal officiella organisationer för pedofiler. Dessa pro-pedofila organisationer har strävat efter att sprida uppfattningen att pedofili är naturligt och arbetar ofta för att samhället ska se mer tillåtande på vuxnas sexuella kontakter med barn och unga. Exempel på organisationer som arbetar för acceptans av pedofili är Ipce, Vereniging Martijn och (det numera avvecklade) partiet PNVD.